# Deutsche Meisterschaften im Freiwasserschwimmen 2007
Die Internationalen Deutschen Meisterschaften im Freiwasserschwimmen fanden vom 20. bis 23. Juli 2007 in Großkrotzenburg statt und wurden vom Deutschen Schwimm-Verband veranstaltet und vom Wassersportverein 1926 e.V. Großkrotzenburg ausgerichtet. Der Wettkampf diente gleichzeitig als Qualifikationswettkampf für die Freiwasserweltmeisterschaften 2008 in Sevilla.
| Disziplin        | Männer               | Männer               | Männer     | Frauen                  | Frauen                   | Frauen     |
| Disziplin        | Name                 | Verein               | Zeit       | Name                    | Verein                   | Zeit       |
| ---------------- | -------------------- | -------------------- | ---------- | ----------------------- | ------------------------ | ---------- |
| 5 km Freiwasser  | Thomas Lurz          | SV Würzburg 05       | 0:55:15,52 | Britta Kamrau-Corestein | SC Empor Rostock 2000    | 1:01:31,65 |
| 10 km Freiwasser | Thomas Lurz          | SV Würzburg 05       | 1:54:19,02 | Nadine Pastor           | SG EWR Rheinhessen-Mainz | 2:01:11,59 |
| 25 km Freiwasser | Alexander Studzinski | SV Delphin Wiesbaden | 5:15:30,87 | Christina Krienke       | SG EWR Rheinhessen-Mainz | 5:33:00,06 |

## Randnotizen
Der Wettkampf der Frauen über 10 km wurde wegen eines Gewitters in der 5. Runde abgebrochen und das Ergebnis nach 4 Runden als Endergebnis gewertet. Für die Qualifikation zu den Weltmeisterschaften wurde ein weiterer Wettkampf über 10 km durchgeführt.